# Ultras

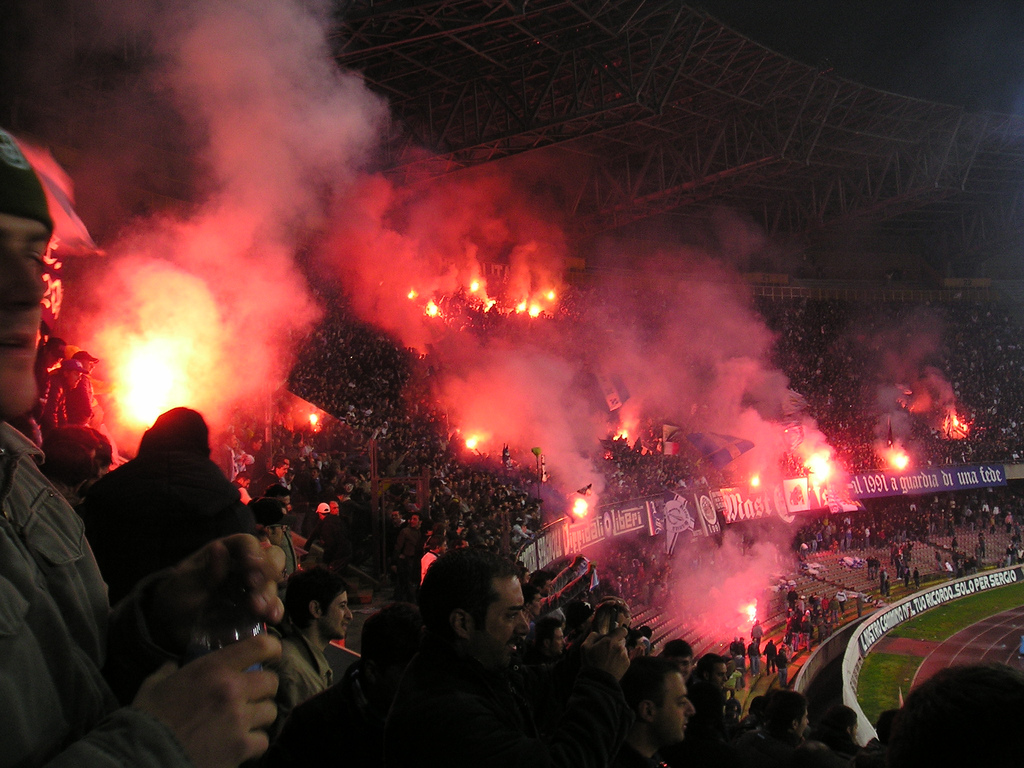
Ultras i Neapel

Ultras, eller ultrasorienterade supportergrupper, är ett samlingsnamn för en stor mängd supportergrupper runt om i världen. Dessa supportergrupper uppkom under 1950-talet, och har sedan dess kommit att få stor utbredning över hela Europa. Den första ultrasgrupperingen var kroatiska Torcida Split som bildades 1950.

## Verksamhet
Kärnverksamheten är att aktivt stödja sin förening från läktarna under match med sång, samordnade rörelser, flaggviftning och pyroteknik. Flera grupper uppmuntrar sina medlemmar att bära halsdukar och andra plagg som representerar gruppen. Grupperna leds under match av en så kallad capo som drar igång ramsor/sånger.

## Ultras och huliganism
Åsikter kring våld varierar mellan ultrasgrupperingarna. De flesta är fredliga, medan andra förespråkar och utövar våld[källa behövs]. Flera incidenter har inträffat i Italien då ultrasgrupper varit våldsamma både mot andra grupper och mot polis. Exempelvis mördades en polisman av Cataniafans i februari 2007.